# Territoire indigène de Kayapó
Le territoire indigène de Kayapó (en portugais : Terra Indígena Kayapó) est un territoire indigène situé dans l'État du Pará, au Brésil.

## Localisation

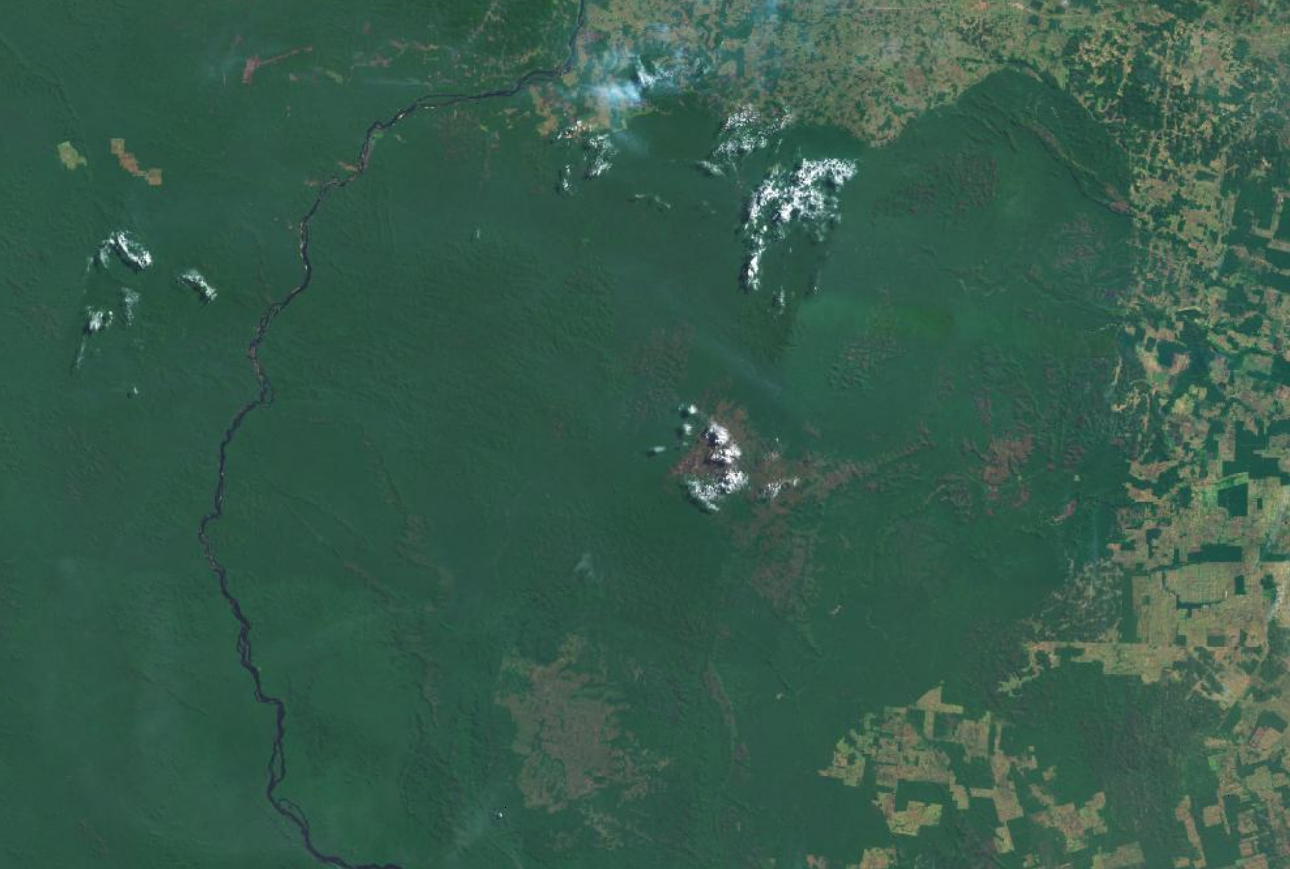
Image satellite du Territoire indigène de Kayapó.

Le territoire indigène de Kayapó a une superficie de 3 284 000 hectares. Il est habité par les Kayapós. En 1990, la zone était peuplée de 1 946 habitants.
En 2014, la population était de 4 548 habitants.

## Histoire
Le territoire indigène de Kayapó a été créé par le décret 92.244 du 9 mai 1985. L'homologation a été déclarée par le décret 316 du 29 octobre 1991.